# Jerigurkhadi
Jerigurkhadi o Zari Garkhadi o Jharia Garkhari, fou un estat tributari protegit de l'Índia, a l'agència política de Khandesh després agència de Gujarat, presidència de Bombai, un dels anomenats estats Dangs. La capital era Garkhadi al nord-est d'Ahwa, la capital del modern districte dels Dangs a 20° 48′ N, 73° 53′ E / 20.80°N,73.88°E. El sobira vers 1880 era Chambharya Reshma, un bhil d'un 30 anys.
El 2007 el naik de Jerigurkhadi fou un dels naiks que va pledejar per obtenir una pensió i denunciar que els Dangs no havien signat mai el document d'accesió a l'Índia.